# Pipe bursting
Il pipe bursting, o spacca tubo, (si indica anche con il termine close-fit pipe o CFP o burstining) è una tecnologia atta alla sostituzione di vecchie condotte (con funzionamento sia in pressione che a pelo libero  - acqua, gas, fognature) costituite da materiali fragili (ghisa grigia, PVC, calcestruzzo armato, gres, cemento amianto, ecc.) con una modalità no dig, cioè senza effettuare scavi a cielo aperto e che permette il (relining sostitutivo). Per le condotte in materiale duttile come l'acciaio si ricorre al pipe splitting.

## Metodologia
Consiste nell'introduzione nel tubo preesistente di una testa dirompente ogivale ancorata alla nuova tubazione (generalmente in materiale plastico - PEAD, PVC, più raramente acciaio).

Man mano che si procede con l'intrusione, la testa dirompente frantuma il vecchio tubo e contemporaneamente la nuova tubazione va a occupare il volume lasciato libero a seguito della demolizione. 

Tale procedimento consente di posare nuove condotte di diametro esterno maggiore delle condotte esistenti, con incrementi di sezione fino al 150%.

Poiché la condotta ospite viene distrutta, tale tecnologia non necessita di una pulizia prima dell'installazione.

## Tipologie base
In funzione del tipo di testa utilizzata si possono distinguere diverse tipologie di bursting:
- dinamico (dynamic pipe bursting) utilizza un sistema a percussione alimentato ad aria compressa simile ad un martello pneumatico (pneumatic pipe bursting) (o a liquidi in pressione). Il dispositivo pmneumatico impatta sulla condotta esistente e la frantuma spingendo i frammenti nel terreno circostante. Poiché le vibrazioni prodotte durante il bursting dinamico possono danneggiare le strutture adiacenti deve essere mantenuta una distanza di sicurezza rispetto ad altri servizi pari a 2-3 volte il diametro del vecchio tubo. L'aria compressa viene fornita da un compressore per mezzo di un tubo che passando all'interno della nuova tubazione si collega alla testa pneumatica.
- statico o a trazione semplice: utilizza una semplice testa conica di espansione, non dotata di organi in movimento, che viene semplicemente trascinata all'interno della condotta esistente aprendola. Non producendo vibrazioni importanti ha bisogno di una distanza di sicurezza dalle strutture adiacenti ridotta.
- pipe bursting con espansori idraulici: utilizza un sistema ad espansione idraulica (hydraulic expansion o xpandit) nel quale la testa è costituita da più segmenti incernierati comandati da un pistone idraulico che ne causa l'espansione.

I primi due sono i più diffusi.

## Modalità esecutive
Le tecniche di Pipe Bursting si basano sull'impiego di una slitta idraulica che aziona un sistema di aste o tralicci metallici.

Inizialmente si realizzano due scavi di idonee dimensioni alle estremità dei singoli tratti di condotta da sostituire, o si possono utilizzare anche pozzetti di servizio preesistenti.

Nel primo scavo (camera di lancio) viene posizionata la slitta sulle cui guide scorre la testa idraulica di spinta ed estrazione delle aste: mediante tale slitta viene inserito nella condotta ospite, in spinta ed in traino, in senso orizzontale, un sistema per il tiro (costituito appunto da aste o tralicci metallici) fino al raggiungimento del secondo scavo (camera di arrivo).

Completata l'inserzione del sistema di tiro, alla testa delle aste - in corrispondenza della camera di arrivo - è agganciata ' la nuova tubazione, preceduta dal dispositivo di frantumazione (bursting) e da un'ogiva con il compito di costipare i frammenti della condotta esistente nel terreno circostante. 

La successiva estrazione delle aste il sistema viene tirato dal secondo scavo verso il primo, consentento la frantumazione della vecchia condotta e la realizzazione del foro che dovrà ospitare la nuova tubazione. 

Man mano che prosegue l'estrazione delle aste, l'operazione consente di collocare la nuova tubazione.

## Campo di applicazione
La tecnologia del pipe bursting può essere eseguita per tratte non superiori a 200 m alla volta.
Il diametro della nuova condotta può variare da 50 mm a 800/1000 mm.

## Ripristino derivazioni
Le condotte che fanno parte di una rete di distribuzione idrica urbana e i sistemi di fognatura presentano diverse diramazioni laterali; in questi casi un metodo per procecedere è quello di creare delle finestre nel tubo ospite in corrispondenza delle varie derivazioni al fine del loro collegamento alla nuova condotta in materiale plastico.